# Castello di Seebenstein
Il castello di Seebenstein (Schloss Seebenstein in tedesco) si trova nel comune austriaco di Seebenstein nel distretto di Neunkirchen, in Bassa Austria, e le sue prime strutture risalgono all'XI secolo.

## Storia

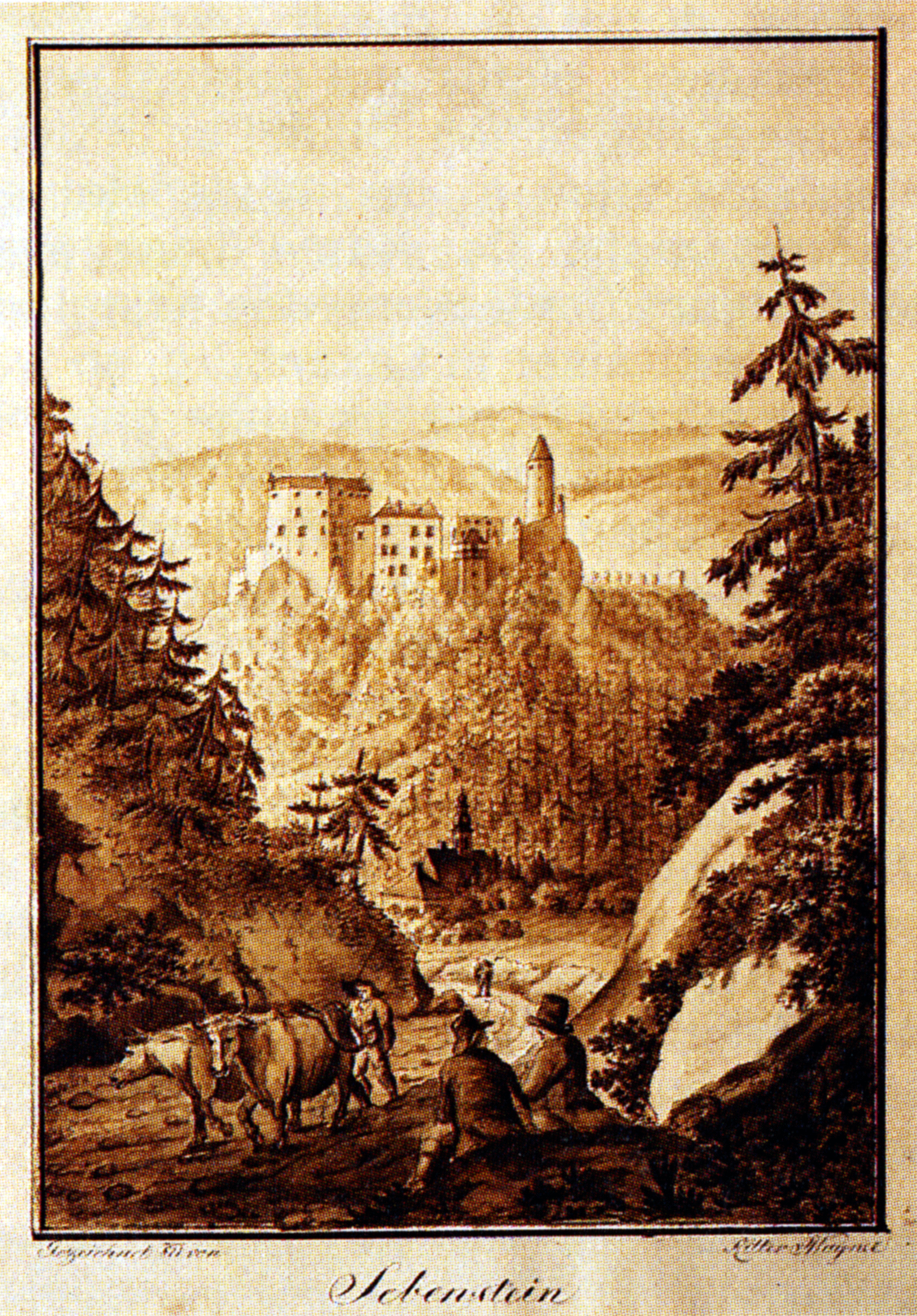
Castello in una stampa del 1811

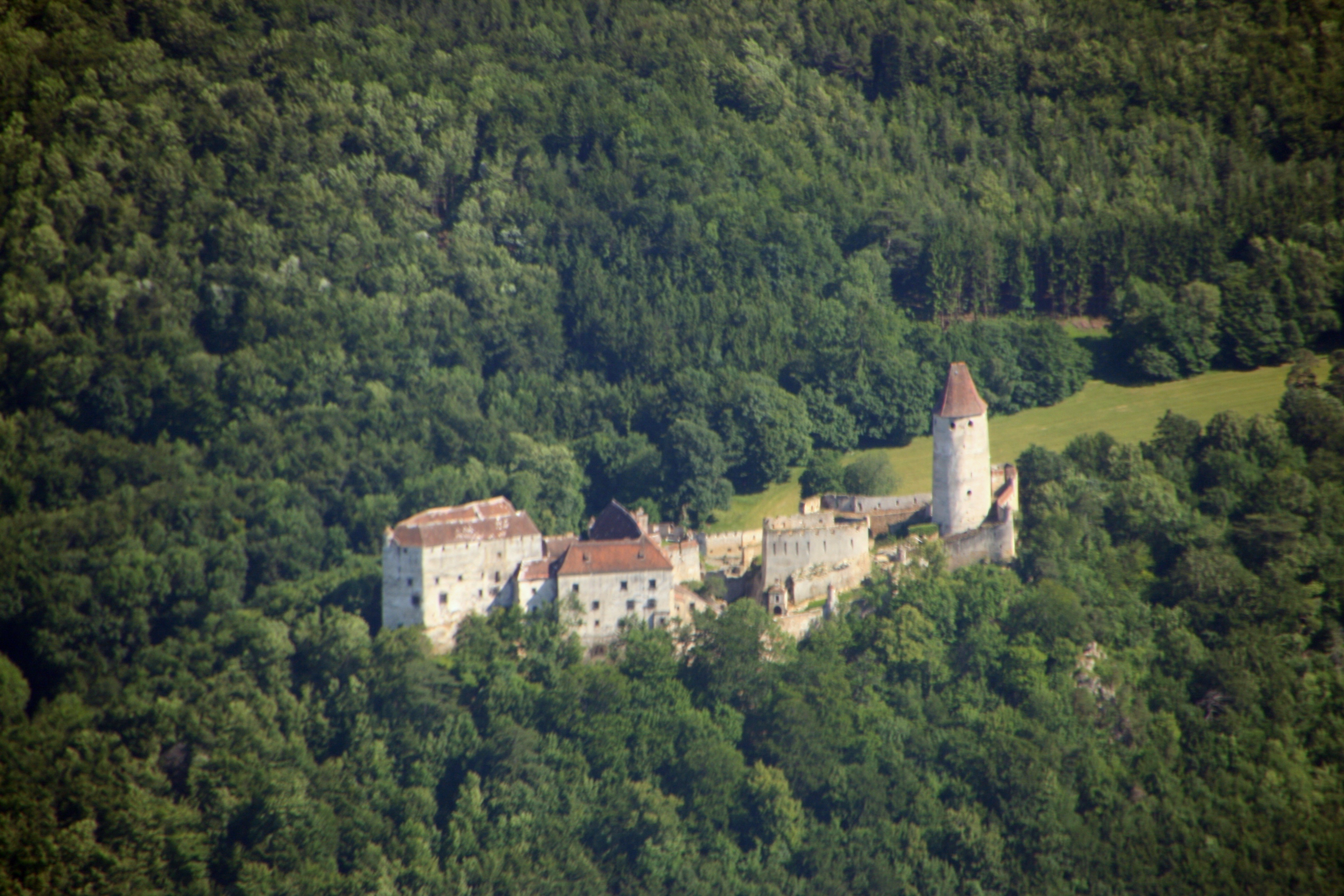
Immagine aerea

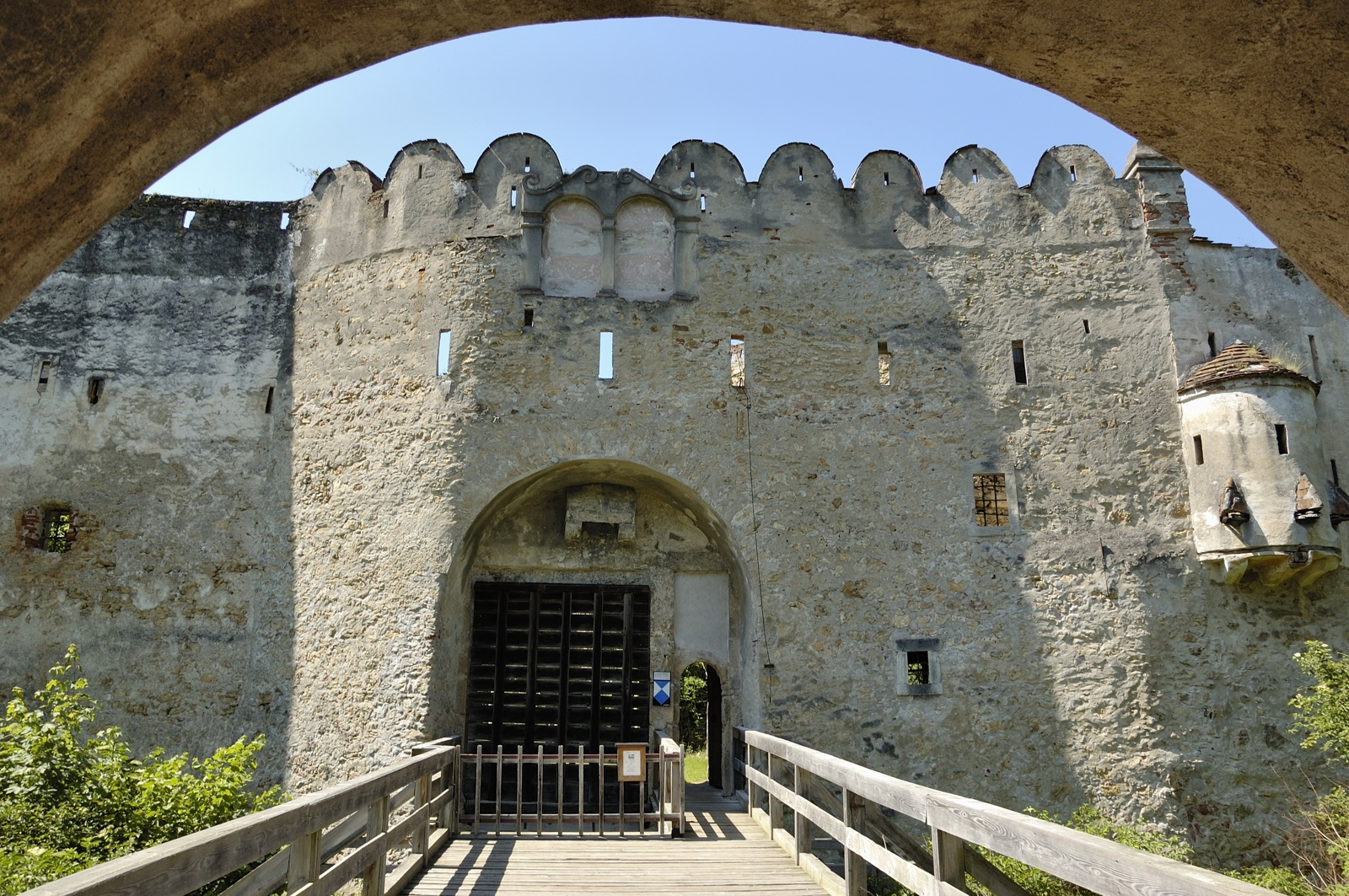
Portale di accesso nella cinta muraria

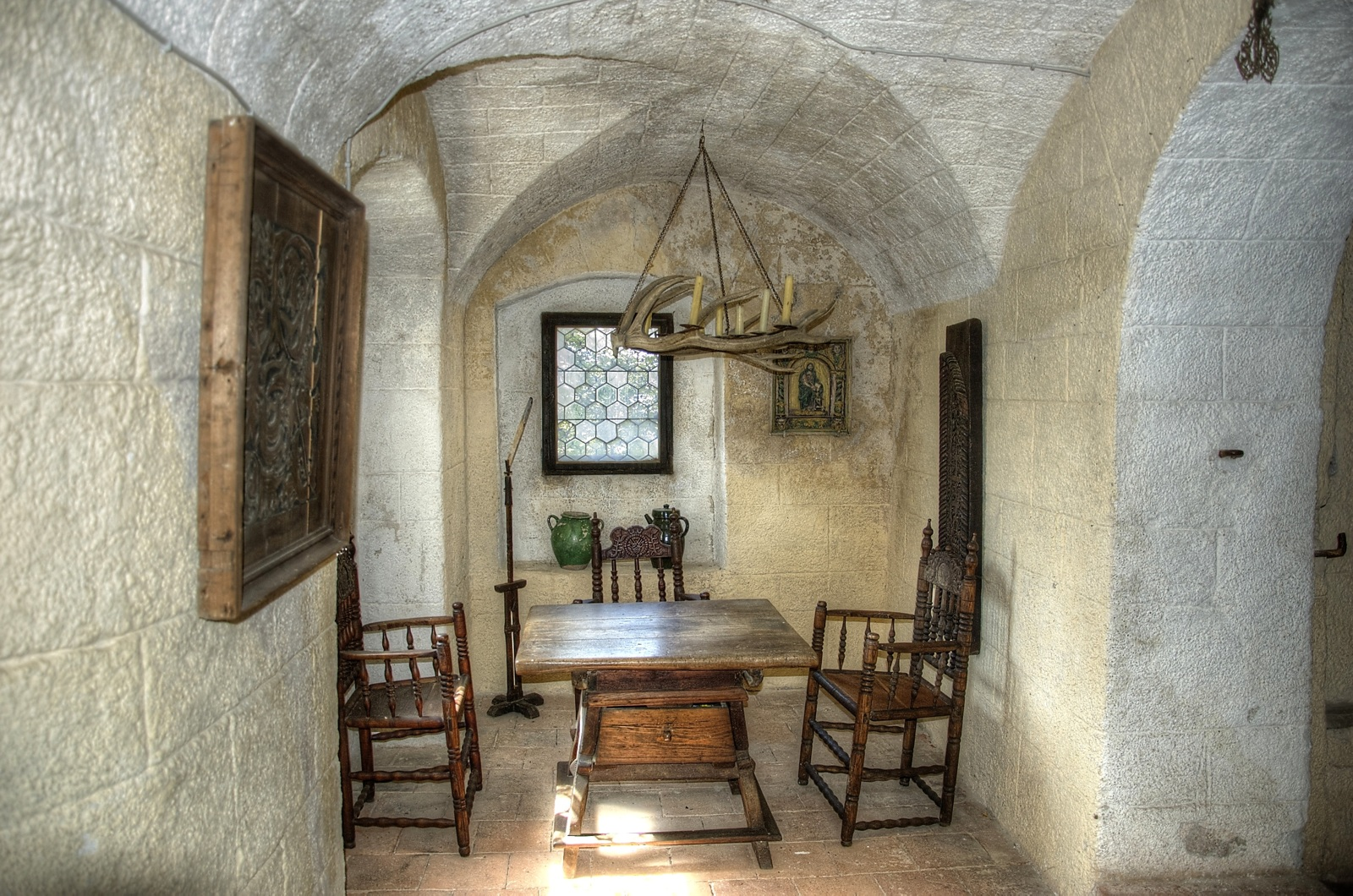
Ambiente interno con mobili d'epoca

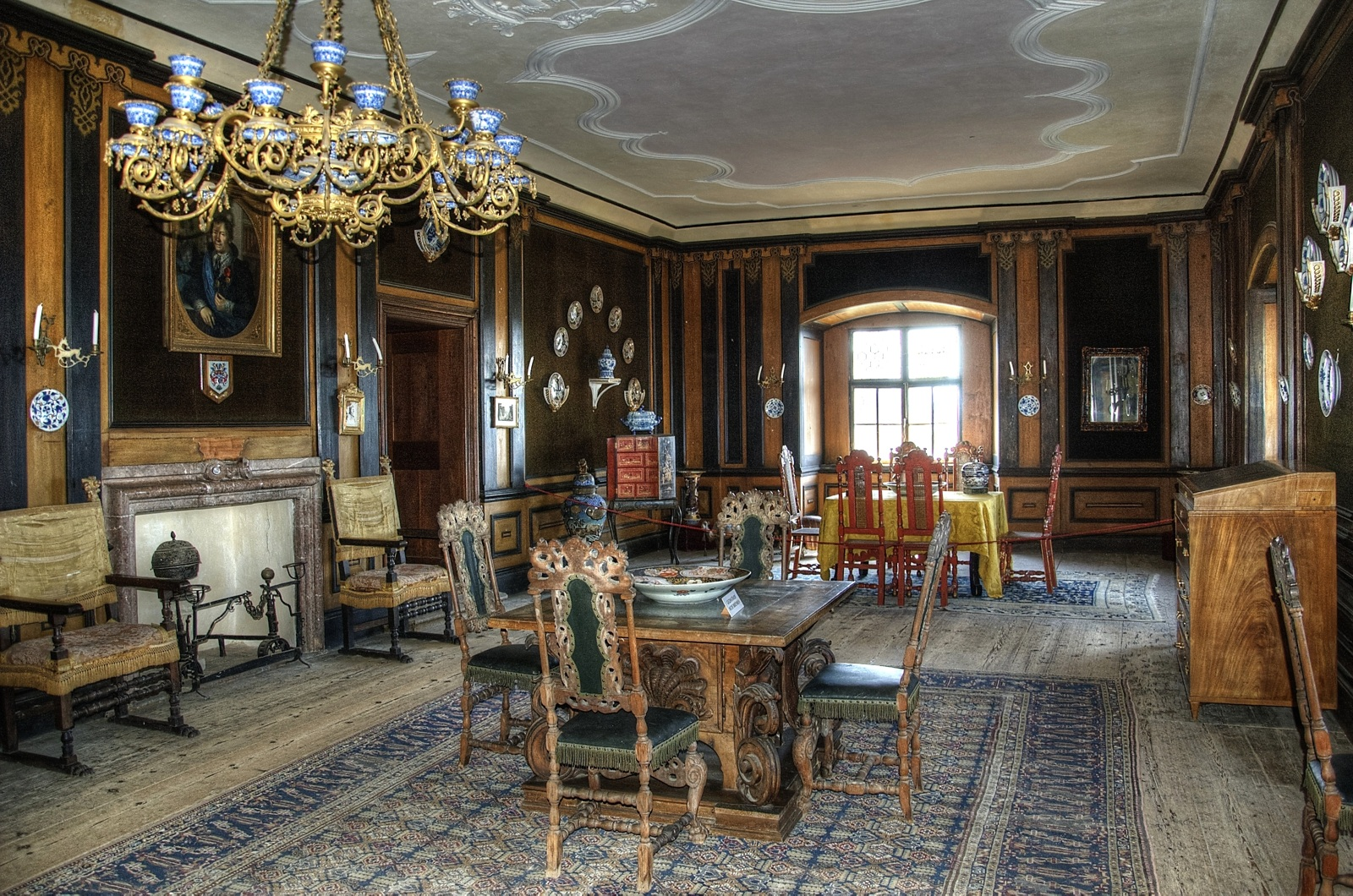
Sala per ricevimenti

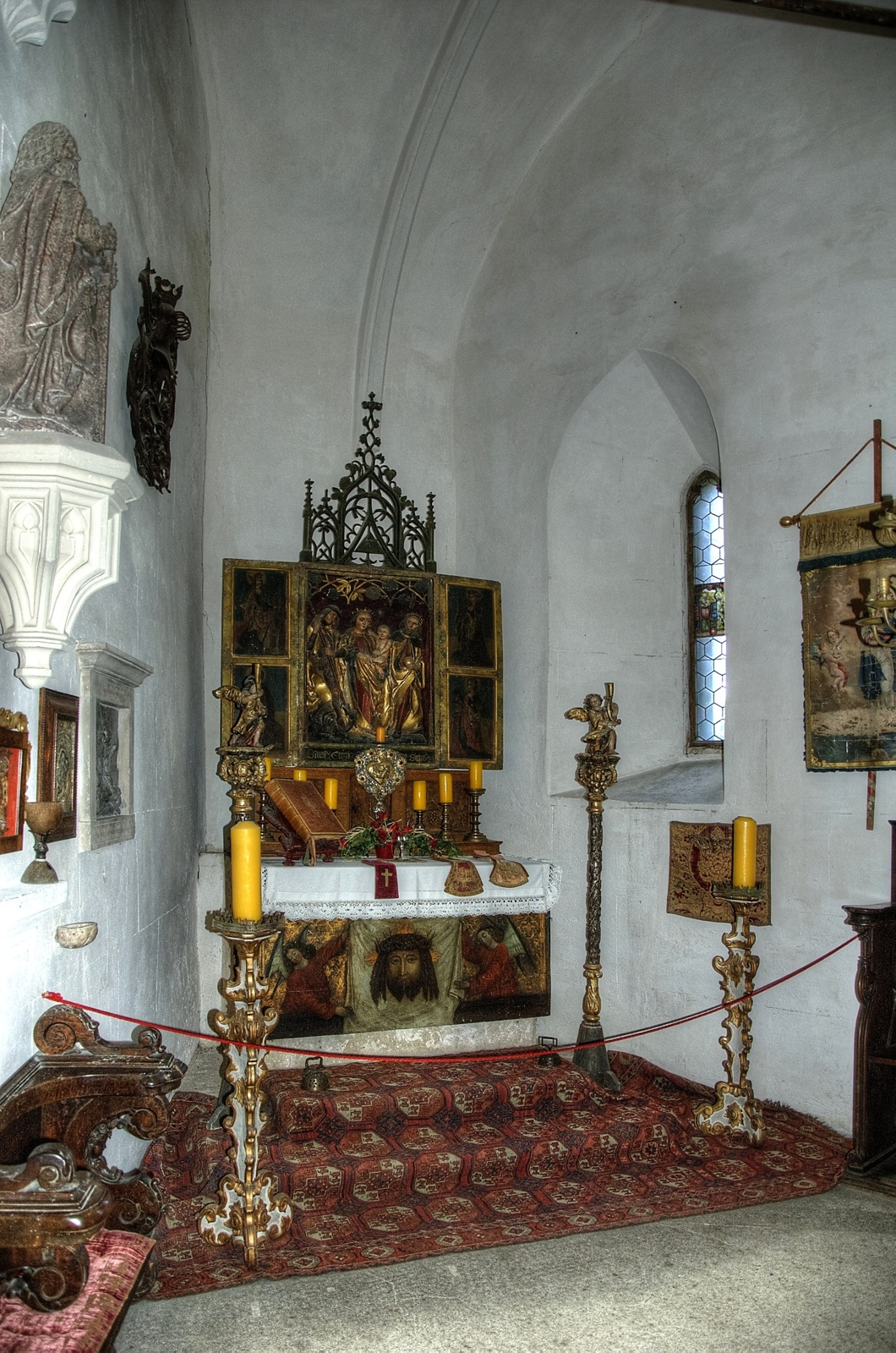
Cappella triangolare

La tradizione popolare vuole che il castello di Seebenstein sia stato costruito nel 1092 da Eckbert von Formbach-Neuburg e alla fine del secolo risultò appartenere al margravio Ita, imparentato con i Formbacher e i Babenberg. Enrico X di Baviera sembra aver ordinato la sua distruzione nel 1131 ma nel 1159 i nobili Wildensteiner, ministeriali della famiglia Babenberg, ottennero il castello come feudo e nel 1170 venne per la prima volta citato su documenti che ci sono pervenuti. Nel 1308 risultò essere tra i possedimenti di Federico I d'Asburgo e solo nove anni più tardi passò alla linea stiriana della famiglia Liechtenstein. Un discendente della famiglia, Ulrich von Stubenberg, promise nel 1367 di cedere parte del castello ai signori di Königsberg.
Nel 1379 il duca Leopoldo III d'Asburgo rilevò la proprietà dal fratello Albrecht III e lo cedette ad Hans Auer von Herrenkirchen. All'inizio del secolo successivo Niklas Seebeck, parente della famiglia Auer, acquistò la struttura poi, dal 1432 al 1658, rientrò in possesso della famiglia Königsberg. I membri della famiglia erano ministri dei vescovi di Salisburgo e Gurk con la morte dell'ultimo Königsberger la proprietà, costosa nel suo mantenimento, venne ceduta a Carl Pergen. Il conte Johann Ferdinand von Pergen fece edificare un nuovo castello nel 1733 dove trasferì la sua residenza e lasciò quasi andare in rovina il maniero originale. Nel 1788 tuttavia Anton David Steiger lo affittò che ormai era fatiscente e vuoto, lo fece restaurare e rese nuovamente abitabili le stanze della nuova ala residenziale. Nel 1824 Johann Karl von Pergen vendette il vecchio maniero restaurato al principe Giovanni I von Liechtenstein che fece rimuovere alcune parti in modo da conferire al castello un aspetto di vera rovina. Fu solo nel 1942 che Lilly Nehammer-Prinz acquistò le rovine del castello col nuovo palazzo residenziale, ne fece restaurare le parti abitabili e lo utilizzò come sede per ospitare la sua collezione di arte medievale. Il castello appartiene alla sua pronipote Christine Vopara.

## Descrizione
Il castello si trova nel comune austriaco di Seebenstein nel distretto di Neunkirchen, in Bassa Austria, e mantiene le antiche strutture originali in parte nascoste dai nuovi edifici residenziali costruiti nel XVII secolo. Nella pianta del maniero sono riconoscibili il mastio, demolito nel 1805, il palazzo e l'ala di servizio. La struttura è molto ampia e comprende circa quaranta sale organizzate come sito museale. Nell'ala nord-ovest il secondo piano è divenuto un'ampia sala da ballo barocca. La cappella a base triangolare conserva un altare alato alpino risalente al 1550 circa e due sculture in marmo che raffigurano San Pietro e San Paolo, capolavori attribuiti a Nikolaus Gerhaert già attivo  nella cattedrale di Santo Stefano a Vienna. Tre stanze sono destinate all'armeria dove sono raccolte armi e armature originali e in copia. La biblioteca conserva uno dei globi celeste di Peter Anich. Nella Sala di Maria, che un tempo fungeva da tribunale, si trovano due statue gotiche raffiguranti la Madonna. Sono di particolare interesse anche alcune ricche porte in legno, gli strumenti musicali antichi esposti nella Sala Haydn, la collezione di porcellane che un tempo apparteneva a Katharina Schratt. Alcune delle opere che in origine vi erano conservate sono state col tempo vendute anche all'estero.
Il castello di Seebenstein in Austria è un bene sottoposto a tutela artistica col numero 33618.